# Dolce stil novo
De Dolce stil novo is een Italiaanse dichtstroming die ontstond uit de ballades van de Provence, gecombineerd met traditionele dichtwerken. In de tweede helft van de dertiende eeuw ontstond deze stijl in Bologna en Florence. Het betekent zoete, nieuwe stijl in het Italiaans.
De hoofdgedachte van deze stroming is dat wanneer een man liefde voor een vrouw voelt, zij hem verheft en een belangrijke bron van levensvreugde voor hem wordt, een bemiddelaar tussen mens en God. Vaak wordt er een hoofse liefde beschreven, zoals men kende uit de Arthursage. Vrouwen worden opgehemeld en gezien als engelen of als geschenken van God. De meest gebruikte vorm is het sonnet, dat zich door zijn opbouw uitstekend leent voor dramatische wendingen. De nieuwheid aan deze ervaring van literatuur, legt Dante uit, is dat deze bevat een proces van het verbeteren van communicatie en spiritualiteit van het gevoel liefde.
Karakteristiek voor de dolce stil novo is het gebruik van de gestileerde volkstaal (het volgare of volgare illustre) in plaats van het Latijn om de gedichten in te schrijven. Dante Alighieri, zelf beoefenaar van deze stijl, zegt dat dit is zodat ook vrouwen en lager opgeleiden in staat zijn het te lezen. Zo werden deze stilnovisti dichters wegbereiders van het moderne Italiaans.
De eerste beoefenaar van de dolce stil novo was Guido Guinizelli, met zijn gedicht Al cor gentil repaira sempre amore. Hij was een vriend en bekende van Dante, die met zijn Vita Nuova een van de hoofdwerken in deze stijl schreef. Andere belangrijke dichters in deze stijl waren Guido Cavalcanti, mentor van Dante, Lapo Gianni, Gianni Alfani, Cino da Pistoia en Dino Frescobaldi. 